# 風にまぶしい
『風にまぶしい』（かぜにまぶしい）はZYYGの2ndシングル。

## 作品解説
ZYYGとしてのA面シングル曲では初の自作曲である。ビクトリアCMソング。

## 収録トラック
1. 風にまぶしい
作詞:高山征輝 作曲・編曲:栗林誠一郎
2. 愛したけど…
作詞:高山征輝 作曲・編曲:栗林誠一郎
3. 風にまぶしい(inst.)
4. 愛したけど…(inst.)

## 参加ミュージシャン
- 高山征輝 - ボーカル
- 栗林誠一郎 - ベース、ピアノ、シンセサイザー
  - 小澤正澄 - ギター
  - 増崎孝司（DIMENSION） - ギター
  - 宇津本直紀（元DEEN）-ドラム